# Альфред Кон
Альфред А. Кон (англ. Alfred A. Cohn; 26 березня 1880 — 3 лютого 1951) — американський автор, редактор газети, журналіст, комісар поліції й сценарист 1920-х і 1930-х років. Автор сценарію до фільму «Співак джазу», яка була номінована на премію «Оскар» під час 1-ї церемонії вручення премії «Оскар» 1929 року.

## Біографія
Альфред Кон народився в Фріпорті, Іллінойс, але згодом переїхав до Клівленд, штат Огайо, де він почав працювати редактором газети та журналістом. Потім він переїхав в Галвестон, штат Техас, де він управляв газетою. Після його кар'єри в журналістиці, він переїхав до Аризони і працював секретарем в конституційних зборах Аризони.
В 1920 році він переїхав до Лос-Анджелеса, Каліфорнія, і почав працювати письменником, спочатку пишучи заголовки до німих фільмів, а пізніше, сценарії. Його робота над адаптацією «Співак джазу», один з перших фільмів зі звуком, призвела до його першої і єдиної номінації на премію «Оскар». Протягом цього періоду, він був плідним письменником і написав понад 100 сценаріїв, приблизно 40 з яких були екранізовані.
У 1930 році він пішов зі сценаристів і був призначений комісаром поліції Лос-Анджелеса, де продовжував писати короткі оповідання. Він помер від хвороби серця 3 лютого 1951 року.

## Фільмографія
- 1925 : На порозі / On the Threshold
- 1926 : Коени та Келлі / The Cohens and Kellys
- 1926 : Полум'я / Flames
- 1927: Фріско Саллі Леві / Frisco Sally Levy
- 1927: Співак джазу / The Jazz Singer
- 1928: Ми американці / We Americans
- 1928: Коени та Келлі в Парижі / The Cohens and the Kellys in Paris
- 1929: Останнє попередження / The Last Warning
- 1929: Меланхолійна дама / Melancholy Dame
- 1929: Познайомтеся з місис / Meet the Missus
- 1929: Обрамлення норовливої / The Framing of the Shrew
- 1929: Одного разу глупої ночі / Oft in the Silly Night
- 1929: Дорога Вівіан / Dear Vivian
- 1929: Жінка її чоловіка / Her Husband's Women
- 1929: Розлучення без проблем / Divorce Made Easy
- 1929: Він зробив все можливе / He Did His Best
- 1930: Пронумеровані чоловіки / Numbered Men
- 1930: Ногами вперед / Feet First
- 1931: Святий терор / A Holy Terror
- 1931: Сіско Кід / The Cisco Kid
- 1932: Таємниця ранчо / Mystery Ranch
- 1932: Я і моя дівчина / Me and My Gal
- 1933: Син моряка / Son of a Sailor
- 1934: Гарольд Тін / Harold Teen
- 1934 : До справи береться флот / Here Comes the Navy